# 07-Ghost
07-Ghost (セブンゴースト, Sebun Gosuto) é uma série de mangá escrita e ilustrada por Yuki Amemiya e Yukino Ichihara. É mensalmente publicada desde 2005, na revista Monthly Comic Zero Sum da editora Ichijinsha.
Uma adaptação em anime de 07-Ghost foi produzida pelo Studio DEEN em 2009.

## Enredo
Teito Klein é um ex-escravo que agora frequenta academia militar do Império Barsburg devido a sua capacidade de usar Zaiphon, um tipo de poder sobrenatural. A capacidade é rara e, portanto, altamente valorizada.
Teito é um amnésico que frequentemente tem sonhos assustadores e possui só alguns flashes de memória. A noite antes do exame de graduação, Teito e seu único amigo, Mikage, juram que nunca vão abandonar um ao outro. No dia seguinte, Teito escuta pessoas falando sobre ele. Parando para ouvir, de repente ele percebe que o alto-falante, Chefe de Gabinete Ayanami, é a pessoa que matou o homem familiar em seus sonhos: o seu pai, o rei do destruído Reino de Raggs. Após ouvir a conversa, Teito tenta atacar Ayanami mas é rapidamente derrubado por um de seus subordinados e enviado para a prisão. Mikage vai para prisão tentar ajudá-lo a escapar, mas ao chegar lá descobre que Teito conseguiu lutar contra os guardas sozinho. Os dois fogem do edifício, mas são encurralados em uma varanda. Teito finge que Mikage é seu refém, em seguida, faz a sua fuga, mas ele é ferido por uma explosão de Zaiphon que Ayanami dirige para ele. Três bispos no Distrito 7 levam Teito ferido para uma igreja próxima para que ele se recupere, lá ele é protegido pela lei do santuário do 7 º Distrito.
No devido tempo, se descobre que Teito carrega o Olho de Mikhail, um talismã poderoso pelo qual seu país foi destruído. Este fato, bem como uma reunião fatídica, Teito vai em busca de vingança contra o Império Barsburg e busca conhecimento sobre o seu passado. Ao mesmo tempo, seu status como o portador do Olho de Mikhail atira-o para o longo conflito entre o Verloren e seus inimigos, os 07-Ghost.

## Definição
O enredo encontra-se no meio do Império Barsburg, que é dividido em sete distritos, cada um com suas próprias cidades, governantes e cultura.

### Zaiphon
Zaiphon é a "mágica" do mundo de 07-Ghost, a capacidade de converter a energia da vida em várias formas de poder (é Zaiphon que mantém o continente flutuante). É controlada pela conversão de emoções fortes em energia, e o poder que vem de Zaiphon muitas vezes toma a forma de palavras, embora as pessoas podem usar armas para canalizar a energia. Aqueles que têm a capacidade de usar Zaiphon são raros. As capacidades de cada usuário são diferentes, e em muitos casos, refletem sua natureza. Zaiphon é geralmente classificados em três tipos:
- Zaiphon de Cura: Pessoas com Zaiphon de cura são capazes de curar feridas ou transferir seu Zaiphon para os outros. Personagens que usam principalmente Zaiphon cura são Labrador, Ouida, Assistente Arcebispo Bastien, Ouka, e Capella.
- Zaiphon ofensivo: Pessoas com a Zaiphon ofensivo podem atacar inimigos e proteger-se dos ataques dirigidos a eles. Personagens que usam principalmente Zaiphon ofensivo são Teito, Mikage, Ayanami, Hakuren, Frau, e Capella.
- Zaiphon de manipulação: Pessoas com Zaiphon manipulação (o que é particularmente raro) podem mover outros objetos à vontade. Castor usa esse tipo de Zaiphon.

É possível aprender a usar mais do que uma versão do Zaiphon, no entanto, as pessoas que podem fazer sucesso por isso são poucos e distantes entre si.
Há uma variedade de armas usadas para manipular Zaiphon, a mais comum sendo o báculo. Com o báculo, as pessoas podem canalizar sua Zaiphon e usá-lo para diversas finalidades. Diferentes tipos de Zaiphon podem ter efeitos diferentes quando usadas através de um báculo: aqueles com Zaiphon cura não podem atacar diretamente um Kor, mas eles podem restringir e retirar Kor de pessoas atingidas, e aqueles com Zaiphon ofensiva podem atacar diretamente um Kor.

### 07-Ghosts e Verloren
De acordo com um mito secular, o Deus da Morte, Verloren (holandês ou alemão, perdido), 'matou' a filha do chefe do Céu e foi forçado a fugir para a terra. Em retribuição, Verloren invadiu o coração das pessoas, que entraram em desespero. Lamentando sobre o sofrimento do povo, o Chefe do Céu enviou sete luzes celestiais, a fim de punir Verloren. Chamado de "Seven Ghosts", é dito que selaram Verloren na terra e continuaram a servir para sempre como os guardiões do Império. Muitas mães dizem aos filhos que se eles forem malcriados, os Sete Fantasmas virão para levá-los embora.
Embora Verloren tenha sido selado na caixa de Pandora por mais de 1000 anos, seus mensageiros, os Kor, tentam encontrar e contatar os seres humanos para trazê-los sob sua influência. Se um contrato é feito, uma marca aparece no peito da pessoa. Isto é conhecido como "maldição de Verloren", e indica o coração da pessoa que está sendo devorado pela escuridão. Um dos deveres dos "07-Ghost" é lutar contra Verloren e sua maldição e tentar impedir contratos sejam cumpridos. Apenas os Bispos podem remover a maldição de Verloren.
Os 07-Ghost estão incorporados em seres humanos com capacidades de Zaiphon extraordinárias, que são considerados seres abençoados por Deus. Eles eram originalmente fragmentos de Verloren, e eles foram enviados para a terra pelo Chefe do Céu, a fim de parar Verloren. Cada um dos 07-Ghost morreu em sua vida anterior, e todos eles retém suas memórias de suas vidas passadas. Os nomes dos Fantasmas são Sichel (do alemão "foice"), Fest (do alemão "firme", "inabalável", "resistente", "sólido", "resoluto"), Prophet (do alemão "profeta"), Landkarte (do alemão "mapa", "carta geográfica"), Reliquie (do alemão "relíquia"), Eher (do alemão "antes", "mais cedo") e Vertrag (do alemão "contrato"), todos os que têm origens holandês ou alemão. Cada um dos Ghosts tem um poder específico:
Sichel - 斩 魂 "o espírito de corte" (Frau, o Espírito que corta vínculos)
Fest - 系 魂 "O Espírito da união" (Castor, o Espírito que liga almas)
Prophet - 言 魂 "Espírito do discurso" (Labrador, o Espírito que profetiza)
Reliquie - 遗 魂 "O Espírito legado" (Lance, o Espírito que vê o passado de alguém)
Vertrag - 契 魂 "O Espírito comprometido" (Fea Kreuz, o Espírito que manipula almas)
Landkarte - 消魂 "O Espírito de extinção" (Katsuragi, o Espírito que teletransporta algo ou ele mesmo)
Eher - 醒 魂 "O Espírito de acordar" (Kal, o Espírito que atribui números a cada alma no mundo e determina seu destino após a morte)

### Os 3 Sonhos
Quando uma pessoa recebe uma vida do chefe dos Céus, ela pode escolher três sonhos para completar ao longo de sua vida. Quando todos os sonhos são concedidos, suas almas serão chamadas de volta para o chefe e ela pode ser reencarnada. No entanto, quando as pessoas nascem elas não se lembram dos sonhos que escolheram, e descobrir os sonhos é, supostamente, a alegria da vida.
Há seres malignos que querem interferir com este processo, entre eles estão os mensageiros Verloren, os Kor, que roubam os sonhos dos seres humanos e os arrastam para escuridão. Ao ter o primeiro sonho de um ser humano concedido por um Kor, o coração da pessoa torna-se instável e incapaz de ser satisfeito, não importa o que ele ou ela faça. Quando o segundo sonho é concedido, a pessoa cai em um estado de fome ou vício. Quando o terceiro sonho é concedido, a alma cedeu na escuridão e torna-se sempre incapaz de voltar para o Chefe do céu. O Kor depois toma o corpo; um corpo possuído com todos os três sonhos realizados pela Kor é chamado de Wars (warusa significa "mal", em japonês), e servem a Verloren. Um "mago das trevas" que pode controlar o Wars é chamado de Warsfeil.
É dever da Igreja proteger as pessoas do Kor, porque o sentimento de dependência é muito difícil de remover. Há casos em que um Kor pode conceder um desejo que não é um dos três sonhos, mas que perturba o equilíbrio e Kor pode ser punido por isso.

### Os olhos de Mikhail e Rafael
Os olhos de Mikhail e Rafael são um conjunto de pedras sagradas que podem ser incorporados no corpo, permitindo que os arcanjos Mikhail e Rafael possam descer no corpo de um hospedeiro por um tempo limitado. Eles são indetectáveis até que possuírem o corpo de seu hospedeiro, quando aparece a pedra na mão do anfitrião, este muda cor dos olhos, e eles tornam-se capazes de empunhar poderes divinos com Zaiphon. Antes do enredo de "07-Ghost", a família real do Reino de Raggs portava o Olho de Mikhail e o Império Barsburg portava o Olho de Raphael. Um pacto foi estabelecido entre ambos os países nunca para se aproveitar do outro olho, no entanto, o Império Barsburg quebrou este pacto dez anos antes do enredo.
Os poderes completos dos olhos são desconhecidos, no entanto, até agora, o Olho de Mikhail foi usado para selar corpo original Verloren na Caixa de Pandora, e o Olho de Raphael foi usado para reencarnar alma de Verloren em corpos humanos. 

### Estilo
O estilo geral de 07-Ghost encaixa na fantasia gênero mangá. Embora a trama é séria, há muito alívio cômico, dando à história um tom mais alegre. Os personagens são todos complexos, variados e divertidos, e a história é extremamente emocional. Muitas vezes, é contestado se é um mangá shonen ou shojo , uma vez que tem qualidades que apelar para ambos os dados demográficos.
"Projetos de caráter tendem para o tipo bishōnen. Mesmo dentro de nosso círculo de bispos, [há] o rebelde impertinente, o personagem de óculos, e o tipo lolishouta. Apesar da angústia existente e enredo misterioso, o mangá também inclui um pouco de humor a partir de Teito e Mikage, brincadeiras e peculiaridades nossos três bispos, e chibis e expressões deformadas que são usados para essas cenas."— Sakura Eries

## Personagens
Teito Klein (テイト·クライン, Teito Kurain)
Dublado por: Mitsuki Saiga
O protagonista da história. Seu verdadeiro nome é revelado ser Wahrheit Tiashe Raggs, filho de Weldeschtein Krom Raggs, e ele é o príncipe do antigo Reino de Raggs. No entanto, depois de se tornar hospedeiro do Olho de Mikhail durante a invasão pelo Império Barsburg, sua identidade foi escondida e ele foi criado por seu tio, Kreuz Fea, como um órfão na igreja. Após a morte de Kreuz, ele foi transformado em um escravo de combate, mas, eventualmente, entrou na academia militar de Barsburg e tornou-se conhecido como um pupilo. Ele é um estudante inteligente e muito talentoso, tornando-o um dos melhores alunos, apesar de zombaria dos outros alunos.
No início da história, Teito é um estudante frio e sério devido a suas lembranças que são apenas aquelas de um escravo de combate, cujo único propósito era matar criminosos. Ele é inicialmente frio para Mikage, embora os dois eventualmente tornem-se bons amigos. Estranhamente, de acordo com o presidente da Academia, Miroku, maior fraqueza Teito é a sua compaixão, apesar de todas as dificuldades que ele passou.
Teito é muito hábil com o báculo, duas vezes excedendo o limite de Zaiphon para ele durante o treino. [ 3 ] Ele é muito ágil e um corredor excelente após ter treinado com os bonecos de Castor, e consegue passar os exames em sua primeira tentativa com Hakuren. Seu número de escravo era 2741. É sugerido por Mikhail que Teito é o melhor hospedeiro que ele já teve. Teito recebe habilidades extras como o mestre do Olho de Mikhail, como audição avançada e um sexto sentido. É dito que há mais habilidades, dormindo dentro dele. Ele foi feito o mestre do olho de Mikhail devido ao papa inserir Verloren em seu corpo. O olho foi usado para selar o corpo de Verloren e proteger a alma de Teito, fazendo-o a Caixa de Pandora. 
Teito ficou em 1º lugar na última pesquisa de popularidade da Monthly Comic Zero Sum.
Mikage (ミカゲ, Mikage)
Dublado por: Daisuke Namikawa
O melhor amigo de Teito, Mikage vem de uma família de mordomos. Apesar do fato de que sua proximidade com Teito faz dele um alvo de alguns alunos cruéis na academia, ele continua a ser uma pessoa brilhante e alegre. Sua relação com Teito envolve uma série de provocações de Mikage para Teito , Teito batendo nele de volta, e Mikage pedindo para Teito comer mais. Os dois são muito próximos, prometendo um ao outro que eles vão morrer juntos e sempre será "o melhor dos amigos". Mikage também ensina Teito sobre o encontro de amigos e ter compaixão. Depois de descobrir a dor da antiga família de Castor para seu filho, ele diz a Seilan: "Mikage me disse … que se duas pessoas estiverem juntas a tristeza também será reduzida pela metade…" 
Mikage é morto, mas depois reencarnado como um pequeno dragão, peludo rosa. Frau explica que é porque ele queria proteger Teito, não importa a forma. Mikage é facilmente reconhecível pela cicatriz em forma de X pequena no queixo que ele adquiriu um longo tempo atrás, quando ele brigou com seu irmão mais novo. O dragão, Burupya, tem uma cicatriz semelhante em sua cabeça. 
Ele ficou em terceiro lugar na última pesquisa de popularidade da Monthly Comic Zero Sum'. 
Frau (フラウ, Furau)
Dublado por: Suwabe Junichi
Um Bispo pervertido, que lê revistas impróprias escondido sempre que pode, ele salva a vida de Teito quando este cai de seu hawkzile. Ele é o membro do 07-Ghosts conhecido como "Zehel". Ele acha Mikage (como um pequeno dragão) para Teito e, acidentalmente, se torna "Mestre" do Teito, quando ele tenta remover colarinho da promessa de Teito, assim, invocando um contrato de sangue . Este colar dá a Frau a possibilidade de usar três comandos em Teito: paralisia, sono e dor. Para todas as provocações dele, Frau também mantém espíritos Teito de improviso com PEP-fala. Sua relação com Ayanami é ainda desconhecida. Frau é o único Espírito que pode exercer a foice de Verloren, desde que esta foi inserida no "nucleo" de Frau por Landkarte quando Frau era criança, o que foi revelado no capítulo 92 do mangá. Sua frase de efeito antes de cada batalha é "Que Deus esteja com você". Frau ficou em segundo lugar na última pesquisa de popularidade da Monthly Comic Zero Sum. 
Castor (カストル, Kasutoru)
Dublado por: Chiba Susumu
Outro bispo, ele convence Teito a fazer o exame para entrar no sacerdócio. O treinamento que ele impõe a Teito é vigoroso e muitas vezes envolve seus "bonecos", fantoches em tamanho real que ele controla com Zaiphon . Seus bonecos são muito realistas, usados algumas vezes para ajudar no treino de Teito . Ele é um dos 07-Ghosts 'Fest'. Ele foi eleito o quinto lugar na última pesquisa de popularidade da Monthly Comic Zero Sum.
Labrador (ラブラドール, Raburadōru)
Dublado por: Miyata Kouki
Um bispo cujo hobby é a jardinagem e cultivar ervas para fazer medicina. Ele foi introduzido pela primeira vez quando Frau  encontra Teito e o traz de volta para a igreja. Ele dá a Teito uma flor de proteção no início do mangá que mais tarde salva sua vida durante um encontro com um Kor. Ele também dá Teito uma bebida feita de flores doces para curar suas "feridas do coração". Durante as batalhas, ele é capaz de usar flores e trepadeiras como armas. Ele também é capaz de se comunicar com as flores. Foi confirmado por um omake , e mais tarde, no capítulo 46 do mangá , que ele é de fato um Espírito, conhecido como "Profe". Seus poderes como um fantasma lhe conceder o dom da clarividência, que lhe permitiu ajudar Teito Teito antes de primeiro encontro com um Kor. Ele não deseja matar Veloren, só que ele viva no mundo como um ser humano adequado.
Hakuren Oak (ハクレン·オーク, Hakuren Oku)
Dublado por: Fukuyama Jun
Colega de quarto de Teito na igreja e, em primeiro lugar, o seu auto-proclamado rival para o exame de sacerdócio. Eles se conheceram logo após a morte Mikage quando Hakuren encontra Teito andando pela igreja. Teito confunde ele com Mikage, uma vez que se parecem um pouco, mas ao olhar mais de perto, percebe que é outra pessoa. Ao ver que Teito está treinando para se tornar um bispo também, ele afirma que Teito é agora seu rival. Teito pensa que há algo sobre Hakuren que é familiar a ele. Hakuren até pede a Teito se as crianças do ensino fundamental estavam começando a fazer o exame também. Teito de repente percebe que Hakuren soa muito como Shuri Oak, seu algoz na academia militar. Eventualmente, eles pedem desculpas por terem sido tão rudes um com o outro e se tornam amigos. Hakuren ficou em quinto lugar na última pesquisa de popularidade na soma mensal Comic Zero .
Ayanami (アヤナミ)
Dublado por: Hayami Shou
O principal antagonista, ele é o homem que matou o 'Padre' de Teito na guerra contra Raggs e procura o Olho de Mikhail. Não é muito mostrado no anime sobre o passado de Ayanami, exceto que ele vem de uma família nobre caído. Mais tarde no mangá foi revelado que o nome verdadeiro de Ayanami é Krowell Raggs, e que ele era tio de Teito. Por causa de seu nascimento, alguns colegas não gostam dele e constantemente lhe dar um tempo difícil. Na superfície, ele é respeitado, como ele é cumprimentado por saúda por oficiais cujas fileiras são mais baixos do que o seu, mas alguns oficiais falam sobre Ayanami desrespeitosamente pelas costas também. Em um capítulo do mangá, quando os policiais de Barsburg ouvem que Ayanami está conduzindo 500 soldados para reforçar Antwort, eles dizem que os Black Hawks (Ayanami e seus subordinados pessoais, grande parte deles sendo Warsfeil) são monstros e eles não querem brigar com eles. Ele é também o Verloren reencarnado.
Ouida (ウィーダ, Wuida)
Dublado por: Romi Parque
Ele ajudou Teito no Exame de Bispos, dando-lhe um pouco de seu Zaiphon. Ele tem um irmão mais novo chamado Liam.

## Episódios
1. O futuro dos pensamentos doloridos
2. Lembranças nostálgicas e um pouco de dor!
3. Minha criança, durma sob a luz
4. As profundezas da mais calorosa das rezas
5. O calor das lágrimas enche seu coração
6. O caminho da justiça nos guia para a luz
7. A alma devorada pelas asas sonha com sua amada criança?
8. Metade de uma alma se comove com um triste despertar
9. A cor da alma dele viverá para sempre
10. Esse é apenas um modo de se punir
11. A expiração para os amados é…
12. A sombra cujo nome é Dor, cai lentamente
13. Pelo caminho da luz eu vejo…
14. Uma razão para lutarmos juntos, o direito de sermos chamados irmãos de armas
15. Naquele dia, eu estava com ele
16. A verdade está guardada em um abismo escuro onde a luz não pode chegar
17. Envoltos em desgraça, aqueles de asas negras começar a perder altitude
18. Um réu que afoga na escuridão… Um protetor que se perde em lágrimas
19. Reencontrando o eterno e parcial amor…
20. Ambos oferecem um réquiem
21. E, assim, passarás pela fronteira dos derrotados…
22. Guiado pela luz em águas profundas, do alto ele observa…
23. Além das trevas do coração
24. A justiça daqueles que carecem de amor está… Oh, coração que e roubado pela escuridão, para sempre…
25. A verdade está além dos corações que se conectam repentinamente